# Łazy Żarskie
Łazy Żarskie – zamknięty przystanek kolejowy w Łazach na linii kolejowej nr 365 Stary Raduszec – Bad Muskau, w powiecie żarskim, w województwie lubuskim, w Polsce.